# José Ernesto Díaz
José Ernesto Díaz (Bogotá, 13 de setembro de 1952 – Miami, 4 de maio de 2002) foi um futebolista colombiano. Ele defendeu a seleção colombiana em 29 jogos e foi artilheiro na Copa América de 1975 com 4 gols marcados.
Foi o primeiro jogador da Colômbia a ser transferir para a Europa ao jogar na Bélgica pelo Valónia Standard, jogou também pelo Deportiva Junior da Colômbia, Milionários , Independiente de Medellín Santa Fé de Bogotá.
Ernesto Díaz faleceu de ataque cardíaco em Orlando, Flórida, nos Estados Unidos.